# The Natural Bridge
The Natural Bridge è il secondo album in studio del gruppo musicale statunitense Silver Jews, pubblicato nel 1996.

## Tracce
1. How to Rent a Room
2. Pet Politics
3. Black and Brown Blues
4. Ballad of Reverend War Character
5. The Right to Remain Silent
6. Dallas
7. Inside the Golden Days of Missing You
8. Albemarle Station
9. The Frontier Index
10. Pretty Eyes